# Sân bay quốc tế Monastir
Sân bay quốc tế Monastir Habib Bourguiba là một sân bay ở Monastir, Tunisia (IATA: MIR, ICAO: DTMB). Sân bay này chủ yếu được các hãng hàng không thuê bao sử dụng chở du khách đến các khu du lịch ở Tunisia. Sân bay này cũng phục vụ thành phố Sousse. Dịch vụ mặt đất do Nouvelair đảm trách.

## Các hãng hàng không và các điểm đến
- airberlin (Berlin-Tegel, Köln/Bonn, Dresden, Düsseldorf, Frankfurt, Hamburg, Münster/Osnabrück, Nuremberg, Paderborn/Lippstadt)
- airBaltic (Riga) [theo mùa]
- Air Italy Polska (Katowice, Warsaw) [theo mùa]
- Arkefly (Amsterdam)
- Finnair (Helsinki)
- First Choice Airways (Birmingham, Bristol, Glasgow-International, London-Gatwick)
- Jat Airways (Belgrade)
- Jetairfly (Bruxelles, Liege)
- Karthago Airlines (Belgrade [theo mùal], Debrecen)
- Luxair (Luxembourg)
- Nouvelair (Debrecen, Düsseldorf, München, Tehran-Imam Khomeini [thuê bao])
- SAS
- SWISS
- TAROM (Bucharest-Otopeni) [theo mùa]
- Thomas Cook Airlines (Belfast-International, Birmingham, Bristol, East Midlands, Glasgow-International, London-Gatwick, Manchester, Newcastle)
- Thomsonfly (Coventry [bắt đầu ngày 6 tháng 5 năm 2009, theo mùa], East Midlands, Glasgow-International, London-Gatwick, London-Luton, Manchester, Newcastle)
- transavia.com (Amsterdam, Paris-Orly)
- TUIfly (Cologne/Bonn, Dusseldorf, Frankfurt, Hannover, Hamburg, Stuttgart)
- Tunis Air (Barcelona [theo mùa], Belgrade, Berlin-Schönefeld, Frankfurt, Hamburg, Geneva, Luxembourg, Lyon, Marseille, Munich, Nice, Paris-Orly)
- Sevenair (Tunis)
- XL Airways France (Lille, Nantes, Paris-Charles de Gaulle)